# Dallas Stars
Die Dallas Stars (IPA: [ˈdæləs stɑɹs]) sind ein US-amerikanisches Eishockeyfranchise der National Hockey League aus Dallas im Bundesstaat Texas. Es wurde am 9. Februar 1966 unter dem Namen Minnesota North Stars gegründet und nahm zum Beginn der Saison 1967/68 den Spielbetrieb auf. Vor der Spielzeit 1993/94 zog das Franchise von Minneapolis nach Dallas um und benannte sich in den derzeitigen Namen um. Die Teamfarben sind Grün, Gold, Schwarz und Weiß.
Die Stars tragen ihre Heimspiele im American Airlines Center aus und sind das einzige im US-Bundesstaat Texas beheimatete Franchise der Liga. Nachdem das Team nach dem Umzug zunächst Probleme hatte sich zurechtzufinden, avancierte es zum Ende der 1990er Jahre zum Titelanwärter. Während dieser Zeit konnte das Franchise einmal den prestigeträchtigen Stanley Cup sowie zweimal die Presidents’ Trophy gewinnen. Weitere große Erfolge blieben seitdem aus.

## Geschichte

### Eishockey in Minnesota (1967 bis 1993)
- Hauptartikel: Minnesota North Stars

Logo der Minnesota North Stars.

Nachdem die NHL beschlossen hatte, die Liga von den sogenannten „Original Six“ auf zwölf Teams zu erweitern, wurde eine Mannschaft in Bloomington im US-Bundesstaat Minnesota angesiedelt, welche ab der Saison 1967/68 als Minnesota North Stars im Metropolitan Sports Center spielte. Nach anfänglichen Erfolgen bekam das Franchise Mitte der 1970er Jahre wirtschaftliche Probleme und wurde zur Saison 1978/79 von George und Gordon Gund, den Besitzern der Cleveland Barons übernommen. Beide Teams schlossen sich zusammen und bestanden als Minnesota North Stars fort. In der Spielzeit 1980/81 erreichte die neu zusammengestellte Mannschaft erstmals das Stanley-Cup-Finale, wo sie allerdings gegen die New York Islanders verlor. In den frühen 1990er Jahren erwog das Franchise aufgrund sinkender Zuschauerzahlen und dem Fehlen einer modernen Spielstätte einen Umzug in die San Francisco Bay Area, welcher allerdings von der NHL abgelehnt wurde. Stattdessen vergab die Liga die Lizenz für die neu gegründeten San Jose Sharks an die Gund-Brüder. Die North Stars wurden hingegen an eine Gruppe von Investoren verkauft.
Nachdem das Team in der Saison 1990/91 nochmals das Stanley-Cup-Finale erreicht hatte, wurde das Franchise aufgrund der anhaltenden Probleme 1993 nach Dallas im Bundesstaat Texas umgesiedelt. Die Mannschaft spielte in der Reunion Arena, der Beisatz Stars wurde im Teamnamen behalten und um die neue Ortsangabe ergänzt. Die NHL versprach indes den Fans der North Stars, in Zukunft wieder ein Franchise in der Region ansiedeln zu wollen, was schließlich im Jahr 2000 mit den Minnesota Wild realisiert wurde.

### Auf dem Weg zum Spitzenteam (1993 bis 2001)

Das von 1993 bis 2013 verwendete Logo der Stars.

Bereits in der ersten Saison in der neuen Heimat erreichten die Stars unter Trainer Bob Gainey, der zuvor bereits in Minnesota tätig die Play-offs und spielten zugleich mit 97 Hauptrundenpunkten die bis dato erfolgreichste Premierensaison eines Teams der 1990er-Expansion. Erst im Conference-Halbfinale scheiterte das Franchise in fünf Spielen am späteren Stanley-Cup-Finalisten Vancouver Canucks. In der folgenden Spielzeit trennte sich Eigentümer Norman Green allerdings von der Mannschaft und verkaufte sie im Dezember 1995 an den Medienmogul Tom Hicks. Erneut erreichten die Stars die Play-offs, scheiterten aber bereits im Viertelfinale. Als sich in der Saison 1995/96 das erstmalige Verpassen der Endrunde abzeichnete, verpflichtete das Franchise im Januar 1996 den damals erfolgreichen Juniorentrainer Ken Hitchcock, unter dessen Führung der Umschwung gelingen sollte.
Zwar verpassten die Stars in der Spielzeit die Play-offs, verbesserten sich allerdings in der Saison 1996/97 um 38 Zähler auf 104 Punkte, was den Sieg in der Central Division bedeutete. In den Play-offs verlor die Mannschaft allerdings im Viertelfinale gegen die Edmonton Oilers. Am Ende des Spieljahres 1997/98 errang das Team mit 109 Punkten die Presidents’ Trophy und scheiterte in den Play-offs nach Siegen über San Jose und Edmonton erst im Conference-Finale am späteren Stanley-Cup-Sieger Detroit Red Wings.
Die Saison 1998/99 war die erfolgreichste in der bisherigen Geschichte der Dallas Stars, welche durch eine Ligenreform in die Pacific Division wechselten und mit 114 Punkten in der regulären Saison einen neuen Franchise-Rekord aufstellten. Insgesamt erreichte das Team 51 Siege und gewann erneut die Presidents’ Trophy. In den Play-offs konnten die Stars zum ersten und bisher einzigen Mal den Stanley Cup gewinnen. Brett Hull gelang das entscheidende Tor im sechsten Spiel der Finalserie gegen die Buffalo Sabres, nachdem die Mannschaft zuvor im Conference-Finale in sieben Spielen gegen den Rivalen Colorado Avalanche gewonnen hatte. Als amtierende Meister erreichte Dallas in der folgenden Spielzeit nach Siegen über Edmonton, San Jose und Colorado erneut das Stanley-Cup-Finale, verlor dort allerdings mit 2:4-Spielen gegen die New Jersey Devils.
Auch in der Saison 2000/01 erreichte das Franchise die Play-offs, scheiterte aber im Conference-Halbfinale mit 0:4-Spielen an den St. Louis Blues.

### Umbruch und Rückkehr in die Play-offs (2002 bis 2008)

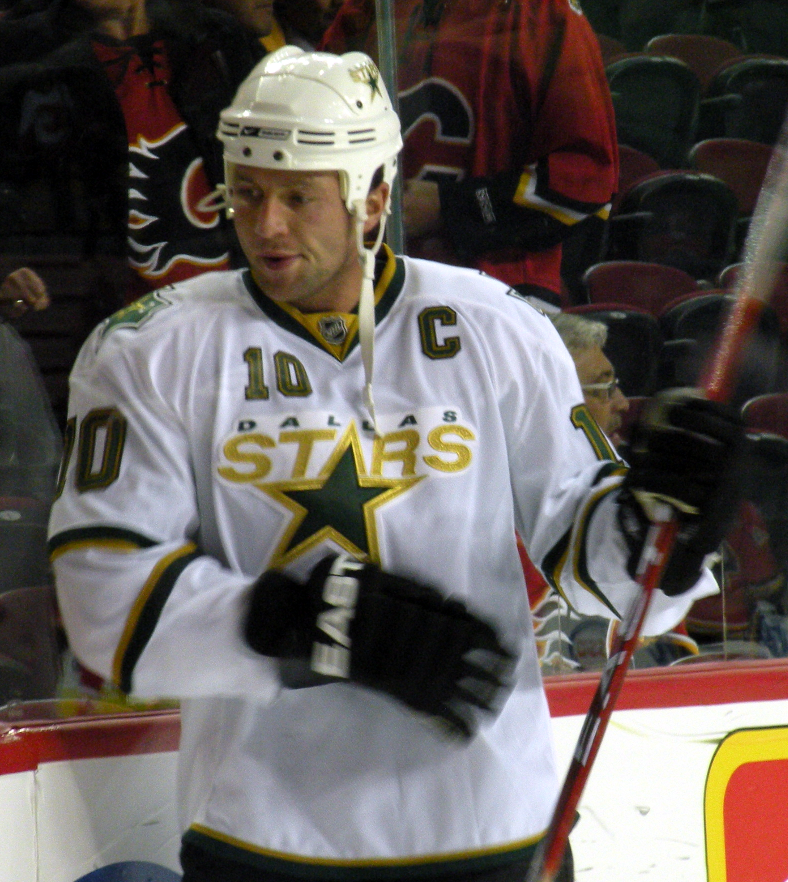
Brenden Morrow, der fünfte Mannschaftskapitän der Franchise-Geschichte.

Zur Saison 2001/02 zog das Franchise aus der den modernen Ansprüchen nicht mehr genügenden Reunion Arena in das neu erbaute, 18.500 Zuschauer fassende American Airlines Center um. Dort konnte das Team den aufgrund der Erfolge gewachsenen Ansprüchen zunächst nicht gerecht werden und verpasste im Frühjahr 2002 mit der schlechtesten Punktzahl seit 1996 erstmals wieder die Play-offs. Bereits im Februar wurde Trainer Ken Hitchcock entlassen und bis zum Saisonende durch seinen bisherigen Assistenten Rick Wilson ersetzt. Ebenfalls seines Amtes enthoben wurde Bob Gainey als General Manager. Sein Nachfolger wurde Doug Armstrong.
Der Posten des Cheftrainers wurde nach der Spielzeit mit Dave Tippett an einen jungen, ambitionierten Mann übergeben. Die einstigen Führungsspieler des Teams wie Brett Hull und Ed Belfour verließen das Team. In den folgenden Jahren schafften es die Stars trotz namhafter Spieler wie Bill Guerin, Jason Arnott, Pierre Turgeon oder auch Scott Young nicht, an die Erfolge der Vorjahre anzuknüpfen. In den ersten drei Spielzeiten unter Dave Tippett qualifizierten sich die Stars zwar ohne Unterbrechung für die Play-offs, gewannen jedoch nur eine einzige Serie – in der Saison 2002/03 gegen die Edmonton Oilers. Nach dem enttäuschenden Ausscheiden in den Play-offs 2006 gegen die Colorado Avalanche kündigte Besitzer Tom Hicks an, dass die Stars Jason Arnott und Bill Guerin den Verein verlassen würden. Am Rest des Kaders, der immer noch Stanley-Cup-Gewinner wie Sergei Subow, Jere Lehtinen und Mike Modano enthielt, wurde ebenso Coach Dave Tippett festgehalten. Das Team erreichte die Play-offs, unterlag allerdings bereits im Conference-Viertelfinale in sieben Spielen den Vancouver Canucks, obwohl Dallas’ Stammtorhüter Marty Turco drei Shutouts verbuchen konnte.
In der Sommerpause vor der Saison 2007/08 beendeten Eric Lindros und Matthew Barnaby aufgrund anhaltender Verletzungen ihre Karriere, zudem verließen die Stammspieler Ladislav Nagy und Darryl Sydor das Franchise, das daraufhin verstärkt auf Nachwuchsspieler aus den Farmteams setzte. Nach einem mäßigen Start in die Saison mit einer Bilanz von sieben Siegen und sieben Niederlagen wurde General Manager Doug Armstrong im November 2007 entlassen und durch das Duo Les Jackson und Brett Hull ersetzt. Die Stars beendeten die reguläre Saison mit 97 Punkten auf dem dritten Platz der Pacific Division und dem fünften der Western Conference. Nach Siegen über die Anaheim Ducks und San Jose Sharks, die in einem über fünf Stunden dauernden sechsten Spiel bezwungen werden konnten, zog die Mannschaft zum ersten Mal seit 2000 in das Conference-Finale ein, welches allerdings gegen die Detroit Red Wings verloren wurde.

### Einbruch am Ende des Jahrzehnts (seit 2008)

Das seit 2013 verwendete Zweitlogo der Dallas Stars.

Schon früh zu Beginn der folgenden Saison verletzte sich Kapitän Brenden Morrow schwer, während Neuzugang Sean Avery aufgrund abfälliger, öffentlicher Bemerkungen für den Rest der Saison suspendiert und später freigegeben wurde. Hinzu kamen weitere Ausfälle, sodass die Stars erstmals seit 2002 die Play-offs verpassten. Dies hatte zur Folge, dass mit dem ehemaligen Spieler Joe Nieuwendyk ein neuer General Manager verpflichtet wurde. Zudem löste Marc Crawford Dave Tippett als Trainer ab.
In einer weiteren, enttäuschenden Saison ohne Playoffs wurde bekannt, dass Besitzer Tom Hicks aufgrund von finanziellen Problemen das Team genauso zum Verkauf anbieten werde, wie auch das Baseballteam der Texas Rangers. Aufgrund der finanziell prekären Situation wurde während der Saison 2009/10 und im Sommer 2010 auf weitere Investitionen in den Kader verzichtet und die Gehaltsgrenze des Teams liegt deutlich unter der Grenze des ligaweiten Salary Cap. Im Juni 2010 gab General Manager Joe Nieuwendyk bekannt, dass die Dallas Stars den Spielern Mike Modano und Marty Turco keine neuen Verträge anbieten werden. Mit Modano ging dabei nach 21 Spielzeiten die Identifikationsfigur des Franchises zu den Detroit Red Wings. Seit 21. November 2011 ist Tom Gaglardi der dritte Besitzer der Dallas Stars, nachdem ein „Bankruptcy Court“ Gaglardis $240 Millionen Angebot akzeptiert hatte.
Erst in den Playoffs 2020 gewannen die Stars wieder mehr als eine Runde, erreichten dabei ihr drittes Stanley-Cup-Finale und unterlagen dort in der Folge jedoch den Tampa Bay Lightning mit 2:4.

## Spielstätten

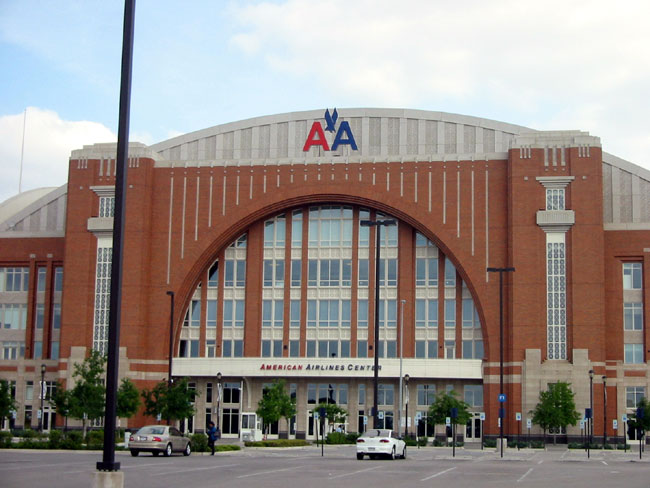
Das American Airlines Center, die aktuelle Spielstätte

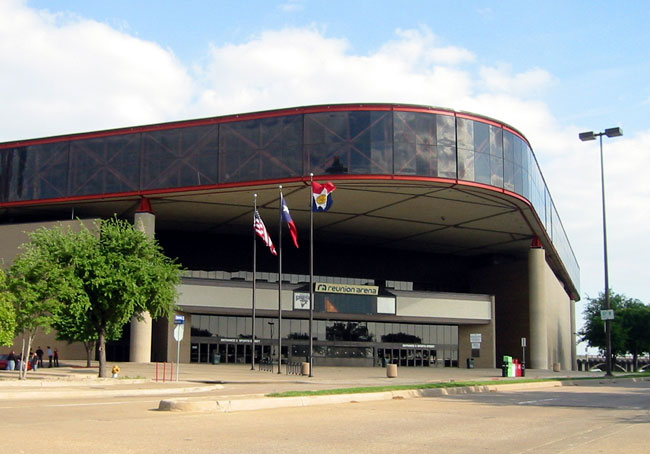
Die Reunion Arena, von 1993 bis 2001 Heimat der Stars

Die Stars tragen ihre Heimspiele seit 2001 im American Airlines Center, einer 18.584 Zuschauer fassenden Multifunktionsarena, aus. Schon 1999 sicherte sich American Airlines die Namensrechte an der Arena und gab ihr ihren aktuellen Namen. Die Namensrechte für die Arena hält das Unternehmen noch bis 2031 und zahlt für die gesamte Dauer von 30 Jahren 195 Millionen US-Dollar.
Von 1993 bis 2001 spielte der Klub in der 1980 eröffneten Reunion Arena, die bei Eishockeyveranstaltungen eine Kapazität von 16.923 Plätzen hat. Die Reunion Arena befindet sich im Stadtzentrum von Dallas. Schon vor dem Umzug der Stars war die Arena die Heimat des Basketballteams der Dallas Mavericks. 1998 strebten die Stars gemeinsam mit den Mavericks den Neubau einer Halle an.

## Farmteams
| Saison          | Farmteam           | Liga |
| 1993/94–1994/95 | Kalamazoo Wings    | IHL  |
| 1994/95–1997/98 | Dayton Bombers     | ECHL |
| 1995/96–1999/00 | Michigan K-Wings   | IHL  |
| 2000/01         | Utah Grizzlies     | IHL  |
| 2001/02–2003/04 | Utah Grizzlies     | AHL  |
| 2002/03–2003/04 | Fort Worth Brahmas | CHL  |

| Saison          | Farmteam          | Liga      |
| 2004/05         | Hamilton Bulldogs | AHL       |
| 2004/05         | Houston Aeros     | AHL       |
| 2005/06–2007/08 | Iowa Stars        | AHL       |
| seit 2005/06    | Idaho Steelheads  | ECHL      |
| seit 2009/10    | Texas Stars       | AHL       |
| 2009/10–2010/11 | Allen Americans   | CHL/ECHL1 |

1 seit der Saison 2014/15 in der ECHL
Wie alle NHL-Teams unterhalten die Dallas Stars Farmteams in unterklassigen Ligen. Nach dem Umzug aus Minnesota fokussierte sich in das Management in Dallas auf die International Hockey League. Hier waren die Kalamazoo Wings, die später als Michigan K-Wings spielten, die erste Adresse. Die Utah Grizzlies, mit denen ab 2000 eine Kooperation bestand, wechselten nach Auflösung der IHL in die AHL.
In der AHL waren die geschlossenen Kooperationen allerdings meist nur von kurzer Dauer. Ab Sommer 2008, als die Kooperation mit den Iowa Stars beendet wurde, hatten die Stars keine direkte Kooperation zu einem Team der American Hockey League, die als Minor League der Klasse AAA und somit der höchstmöglichen Stufe unterhalb der NHL deklariert ist. Die Talente der Stars waren bei diversen AHL-Teams untergebracht, darunter die Manitoba Moose, Grand Rapids Griffins, Hamilton Bulldogs, Peoria Rivermen, Iowa Chops und Houston Aeros. Seit der Aufnahme des Spielbetriebs der Texas Stars zur Saison 2009/10 hat sich dies aber verändert und die Dallas Stars verfügen über ein festes Farmteam in Austin, Texas. Eine weitere Talentschmiede der Stars in Boise im US-Bundesstaat Idaho angesiedelt, wo die Idaho Steelheads in der ECHL spielen.

## Erfolge und Ehrungen

### Sportliche Erfolge
| Stanley Cups              |                                            |
| Saison                    |                                            |
| 1998/99                   |                                            |
| Presidents’ Trophies      |                                            |
| Saison                    |                                            |
| 1997/98, 1998/99          |                                            |
| Conference Championships  | Saison                                     |
| Clarence S. Campbell Bowl | 1998/99, 1999/00, 2019/20                  |
| Division Championships    | Saison                                     |
| Central Division          | 1996/97, 1997/98, 2015/16, 2023/24         |
| Pacific Division          | 1998/99, 1999/00, 2000/01 2002/03, 2005/06 |

Den ersten großen Erfolg feierten die Dallas Stars in der Saison 1997/98 mit dem ersten Platz nach Beendigung der regulären Saison und dem damit verbundenen Gewinn der Presidents’ Trophy. Mit 49 Siegen in 82 Saisonspielen führten die Stars die Liga an und belegten die Spitzenposition mit zwei Punkten Vorsprung auf die New Jersey Devils. In der folgenden Saison 1998/99 waren die Stars erneut das erfolgreichste Team der regulären Saison. Dieses Mal hatten sie mit 51 Siegen neun Punkte Vorsprung auf New Jersey. Die gute Leistung der regulären Saison konnte auch in die Playoffs weitergeführt werden und so gewannen die Stars 1999 erstmals den Stanley Cup. Im Finale setzten sie sich mit 4:2 gegen die Buffalo Sabres durch.
Als bestes Team der Western Conference stand Dallas in der Spielzeit 1999/00 erneut in den Finals, unterlag dort jedoch den New Jersey Devils mit 4:2.
Neun Mal beendeten die Stars die reguläre Saison als bestes Team ihrer Division. In der Saison 2015/16 wurden sie zudem das punktstärkste Team der Western Conference.

### NHL Awards und All-Star Team-Nominierungen
| Auszeichnung                     | Name                                                                    | Saison                                  |
| Art Ross Trophy                  | Jamie Benn                                                              | 2014/15                                 |
| Conn Smythe Trophy               | Joe Nieuwendyk                                                          | 1998/99                                 |
| Frank J. Selke Trophy            | Jere Lehtinen                                                           | 1997/98 1998/99 2002/03                 |
| NHL Foundation Player Award      | Marty Turco                                                             | 2005/06                                 |
| Roger Crozier Saving Grace Award | Ed Belfour Marty Turco                                                  | 1999/00 2000/01 2002/03                 |
| William M. Jennings Trophy       | Ed Belfour Roman Turek                                                  | 1998/99                                 |
| First All-Star Team              | Jamie Benn Jason Robertson                                              | 2015/16 2022/23                         |
| Second All-Star Team             | Mike Modano Marty Turco Sergei Subow Jamie Benn Ben Bishop              | 1999/00 2000/03 2005/06 2014/15 2018/19 |
| All-Rookie Team                  | Mike Smith John Klingberg Miro Heiskanen Jason Robertson Wyatt Johnston | 2006/07 2014/15 2018/19 2020/21 2022/23 |

Seit der Gründung des Franchises gelang es sechs Spielern der Dallas Stars einen der individuellen NHL Awards zu gewinnen. Zudem schafften es drei Spieler in eines der All-Star-Teams sowie ein weiterer ins All-Rookie-Team gewählt zu werden.

### Saisonstatistik
Abkürzungen: GP = Spiele, W = Siege, L = Niederlagen, T = Unentschieden, OTL = Niederlagen nach Overtime, Pts = Punkte, GF = Erzielte Tore, GA = Gegentore
| Saison   | GP   | W    | L   | T   | OTL | Pts  | GF   | GA   | Platz       | Playoffs |
| 1993/94  | 84   | 42   | 29  | 13  | —   | 97   | 286  | 265  | 3., Central | Sieg im Conference-Viertelfinale, 4:0 (St. Louis) Niederlage im Conference-Halbfinale, 1:4 (Vancouver)                                                                                      |
| 1994/951 | 48   | 17   | 23  | 8   | —   | 43   | 136  | 135  | 5., Central | Niederlage im Conference-Viertelfinale, 1:4 (Detroit) |
| 1995/96  | 82   | 26   | 42  | 14  | —   | 66   | 227  | 280  | 6., Central | nicht qualifiziert |
| 1996/97  | 82   | 48   | 26  | 8   | —   | 104  | 252  | 198  | 1., Central | Niederlage im Conference-Viertelfinale, 3:4 (Edmonton) |
| 1997/98  | 82   | 49   | 22  | 11  | —   | 109  | 242  | 167  | 1., Central | Sieg im Conference-Viertelfinale, 4:2 (San Jose) Sieg im Conference-Halbfinale, 4:1 (Edmonton) Niederlage im Conference-Finale, 2:4 (Detroit)                                               |
| 1998/99  | 82   | 51   | 19  | 12  | —   | 114  | 236  | 168  | 1., Pacific | Sieg im Conference-Viertelfinale, 4:0 (Edmonton) Sieg im Conference-Halbfinale, 4:2 (St. Louis) Sieg im Conference-Finale, 4:3 (Colorado) Sieg im Stanley-Cup-Finale, 4:2 (Buffalo)         |
| 1999/00  | 82   | 43   | 23  | 10  | 6   | 102  | 211  | 184  | 1., Pacific | Sieg im Conference-Viertelfinale, 4:1 (Edmonton) Sieg im Conference-Halbfinale, 4:1 (San Jose) Sieg im Conference-Finale, 4:3 (Colorado) Niederlage im Stanley-Cup-Finale, 2:4 (New Jersey) |
| 2000/01  | 82   | 48   | 24  | 8   | 2   | 106  | 241  | 187  | 1., Pacific | Sieg im Conference-Viertelfinale, 4:2 (Edmonton) Niederlage im Conference-Halbfinale, 0:4 (St. Louis)                                                                                       |
| 2001/02  | 82   | 36   | 28  | 13  | 5   | 90   | 215  | 213  | 4., Pacific | nicht qualifiziert |
| 2002/03  | 82   | 46   | 17  | 15  | 4   | 111  | 245  | 169  | 1., Pacific | Sieg im Conference-Viertelfinale, 4:2 (Edmonton) Niederlage im Conference-Halbfinale, 2:4 (Anaheim)                                                                                         |
| 2003/04  | 82   | 41   | 26  | 13  | 2   | 97   | 194  | 175  | 2., Pacific | Niederlage im Conference-Viertelfinale, 1:4 (Colorado) |
| 2004/052 | —    | —    | —   | —   | —   | —    | —    | —    | —           | — |
| 2005/06  | 82   | 53   | 23  | —   | 6   | 112  | 265  | 218  | 1., Pacific | Niederlage im Conference-Viertelfinale, 1:4 (Colorado) |
| 2006/07  | 82   | 50   | 25  | —   | 7   | 107  | 226  | 197  | 3., Pacific | Niederlage im Conference-Viertelfinale, 3:4 (Vancouver) |
| 2007/08  | 82   | 45   | 30  | —   | 7   | 97   | 242  | 207  | 3., Pacific | Sieg im Conference-Viertelfinale, 4:2 (Anaheim) Sieg im Conference-Halbfinale, 4:2 (San Jose) Niederlage im Conference-Finale, 2:4 (Detroit)                                                |
| 2008/09  | 82   | 36   | 35  | —   | 11  | 83   | 230  | 257  | 3., Pacific | nicht qualifiziert |
| 2009/10  | 82   | 37   | 31  | —   | 14  | 88   | 237  | 254  | 5., Pacific | nicht qualifiziert |
| 2010/11  | 82   | 42   | 29  | —   | 11  | 95   | 227  | 233  | 5., Pacific | nicht qualifiziert |
| 2011/12  | 82   | 42   | 35  | —   | 5   | 89   | 211  | 222  | 4., Pacific | nicht qualifiziert |
| 2012/133 | 48   | 22   | 22  | —   | 4   | 48   | 130  | 142  | 5., Pacific | nicht qualifiziert |
| 2013/14  | 82   | 40   | 31  | —   | 11  | 91   | 234  | 226  | 5., Central | Niederlage im Conference-Viertelfinale, 2:4 (Anaheim) |
| 2014/15  | 82   | 41   | 31  | —   | 10  | 92   | 261  | 260  | 6., Central | nicht qualifiziert |
| 2015/16  | 82   | 50   | 23  | —   | 9   | 109  | 267  | 230  | 1., Central | Sieg im Conference-Viertelfinale, 4:2 (Minnesota) Niederlage im Conference-Halbfinale, 3:4 (St. Louis)                                                                                      |
| 2016/17  | 82   | 34   | 37  | —   | 11  | 79   | 222  | 260  | 6., Central | nicht qualifiziert |
| 2017/18  | 82   | 42   | 32  | —   | 8   | 92   | 231  | 222  | 6., Central | nicht qualifiziert |
| 2018/19  | 82   | 43   | 32  | —   | 7   | 93   | 209  | 200  | 4., Central | Sieg im Conference-Viertelfinale, 4:2 (Nashville) Niederlage im Conference-Halbfinale, 3:4 (St. Louis)                                                                                      |
| 2019/204 | 69   | 37   | 24  | —   | 8   | 82   | 178  | 174  | 3., Central | Sieg im Conference-Viertelfinale, 4:2 (Calgary) Sieg im Conference-Halbfinale, 4:3 (Colorado) Sieg im Conference-Finale, 4:1 (Vegas) Niederlage im Stanley-Cup-Finale, 2:4 (Tampa Bay)      |
| 2020/214 | 56   | 23   | 19  | —   | 14  | 60   | 156  | 148  | 5., Central | nicht qualifiziert |
| 2021/22  | 82   | 46   | 30  | —   | 8   | 98   | 233  | 244  | 4., Central | Niederlage im Conference-Viertelfinale, 3:4 (Calgary) |
| 2022/23  | 82   | 47   | 21  | —   | 14  | 108  | 281  | 215  | 2., Central | Sieg im Conference-Viertelfinale, 4:2 (Minnesota) Sieg im Conference-Halbfinale, 4:3 (Seattle) Niederlage im Conference-Finale, 2:4 (Vegas)                                                 |
| 2023/24  | 82   | 52   | 21  | —   | 9   | 113  | 294  | 232  | 1., Central | Sieg im Conference-Viertelfinale, 4:3 (Vegas) Sieg im Conference-Halbfinale, 4:2 (Colorado) Niederlage im Conference-Finale, 2:4 (Edmonton)                                                 |
| 2024/25  | 82   | 50   | 26  | —   | 6   | 106  | 275  | 222  | 2., Central | Sieg im Conference-Viertelfinale, 4:3 (Colorado) Sieg im Conference-Halbfinale, 4:2 (Winnipeg) Niederlage im Conference-Finale, 1:4 (Edmonton)                                              |
| Gesamt   | 2447 | 1248 | 815 | 125 | 199 | 2880 | 7094 | 6504 |             | 20 Playoff-Teilnahmen 44 Serien: 25 Siege, 19 Niederlagen 260 Spiele: 136 Siege, 124 Niederlagen                                                                                            |

1 Saison wegen des NHL-Lockout 1994/95 verkürzt
2 Saison wegen des NHL-Lockout 2004/05 ausgefallen
3 Saison wegen des NHL-Lockout 2012/13 verkürzt
4 Saison wegen der COVID-19-Pandemie verkürzt

### Franchiserekorde
Im Folgenden werden ausgewählte Spielerrekorde des Franchise sowohl über die gesamte Karriere als auch über einzelne Spielzeiten aufgeführt.

#### Karriere

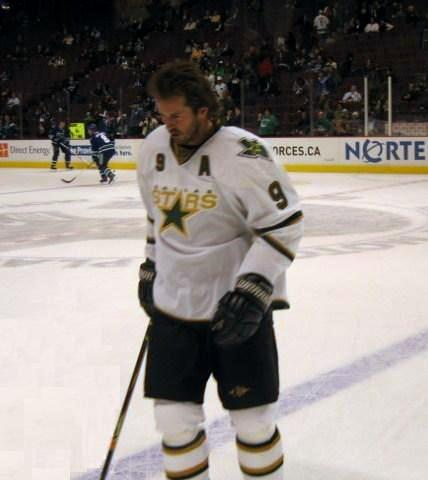
Mike Modano hält diverse Franchise- und Mannschaftsrekorde

|                                   | Name         | Anzahl                                   |
| Meiste Spiele                     | Mike Modano  | 1.459 (in 21 Spielzeiten)                |
| Meiste aufeinanderfolgende Spiele | Danny Grant  | 442 (4. Dezember 1968 bis 7. April 1974) |
| Meiste Tore                       | Mike Modano  | 557                                      |
| Meiste Vorlagen                   | Mike Modano  | 802                                      |
| Meiste Punkte                     | Mike Modano  | 1.359 (557 Tore + 802 Vorlagen)          |
| Meiste Strafminuten               | Shane Churla | 1.883                                    |
| Meiste Shutouts                   | Marty Turco  | 40                                       |

#### Saison
|                               | Name                          | Anzahl                      | Saison          |
| Meiste Tore                   | Dino Ciccarelli Brian Bellows | 55                          | 1981/82 1989/90 |
| Meiste Vorlagen               | Neal Broten                   | 76                          | 1985/86         |
| Meiste Punkte                 | Bobby Smith                   | 114 (43 Tore + 71 Vorlagen) | 1981/82         |
| Meiste Punkte als Rookie      | Neal Broten                   | 98 (38 Tore + 60 Vorlagen)  | 1981/82         |
| Meiste Punkte als Verteidiger | Craig Hartsburg               | 77 (17 Tore + 60 Vorlagen)  | 1981/82         |
| Meiste Strafminuten           | Basil McRae                   | 382                         | 1987/88         |
| Meiste Siege als Torhüter     | Marty Turco                   | 41                          | 2005/06         |

### Mannschaftsrekorde
Die gelisteten Rekorde beinhalten ausschließlich Leistungen, die seit dem Umzug und der Umbenennung in Dallas Stars im Jahr 1993 erreicht wurden.

#### Karriere
|                     | Name           | Anzahl                          |
| Meiste Spiele       | Jamie Benn*    | 1.192 (in 16 Spielzeiten)       |
| Meiste Tore         | Mike Modano    | 434                             |
| Meiste Vorlagen     | Mike Modano    | 616                             |
| Meiste Punkte       | Mike Modano    | 1.050 (434 Tore + 616 Vorlagen) |
| Meiste Strafminuten | Brenden Morrow | 1.203                           |
| Meiste Shutouts     | Marty Turco    | 40                              |

* aktiver Spieler der Stars; Stand nach Ende Saison 2024/25

#### Saison
|                               | Name            | Anzahl                      | Saison  |
| Meiste Tore                   | Mike Modano     | 50                          | 1993/94 |
| Meiste Vorlagen               | Brad Richards   | 67                          | 2009/10 |
| Meiste Punkte                 | Jason Robertson | 109 (46 Tore + 63 Vorlagen) | 2022/23 |
| Meiste Punkte als Rookie      | Jussi Jokinen   | 55 (17 Tore + 38 Vorlagen)  | 2005/06 |
| Meiste Punkte als Verteidiger | Miro Heiskanen  | 73 (11 Tore + 62 Vorlagen)  | 2022/23 |
| Meiste Strafminuten           | Shane Churla    | 333                         | 1993/94 |
| Meiste Siege als Torhüter     | Marty Turco     | 41                          | 2005/06 |

## Trainer
Abkürzungen: GC = Spiele, W = Siege, L = Niederlagen, T = Unentschieden, OTL = Niederlagen nach
Overtime, Pts = Punkte, Pts % = Punktquote
| Name           | Saison            | Reguläre Saison | Reguläre Saison | Reguläre Saison | Reguläre Saison | Reguläre Saison | Reguläre Saison | Reguläre Saison | Playoffs | Playoffs | Playoffs |
| Name           | Saison            | GC              | W               | L               | T               | OTL             | Pts             | Pts %           | GC       | W        | L        |
| Bob Gainey     | 1993/94–1995/96*  | 171             | 70              | 71              | 30              | —               | 170             | .409            | 14       | 6        | 8        |
| Ken Hitchcock  | 1995/96*–2001/02* | 503             | 277             | 154             | 60              | 12              | 626             | .550            | 80       | 47       | 33       |
| Rick Wilson    | 2001/02*          | 32              | 13              | 11              | 7               | 1               | 34              | .406            | —        | —        | —        |
| Dave Tippett   | 2002/03–2008/09   | 492             | 271             | 156             | 28              | 37              | 607             | .550            | 47       | 21       | 26       |
| Marc Crawford  | 2009/10–2010/11   | 164             | 79              | 60              | —               | 25              | 183             | .481            | —        | —        | —        |
| Glen Gulutzan  | 2011/12–2012/13   | 130             | 64              | 57              | —               | 9               | 137             | .492            | —        | —        | —        |
| Lindy Ruff     | 2013/14–2016/17   | 328             | 165             | 122             | —               | 41              | 371             | .566            | 19       | 9        | 10       |
| Ken Hitchcock  | 2017/18           | 82              | 42              | 32              | —               | 8               | 92              | .561            | —        | —        | —        |
| Jim Montgomery | 2018/19–2019/20*  | 114             | 61              | 43              | —               | 10              | 132             | .579            | 13       | 7        | 6        |
| Rick Bowness   | 2019/20*–2021/22  | 176             | 89              | 62              | —               | 25              | 203             | .577            | 34       | 18       | 16       |
| Peter DeBoer   | 2022/23–2024/25   | 246             | 149             | 68              | —               | 29              | 327             | .665            | 56       | 29       | 27       |
| Glen Gulutzan  | seit 2025/26      |                 |                 |                 | —               |                 |                 |                 |          |          |          |

* Wechsel während der laufenden Saison
Eine große Konstanz zeichnet die Stars bei ihren Trainern aus. Bob Gainey war schon zuvor in Minnesota Trainer und General Manager in Personalunion. In der Mitte der Saison 1995/96 holte Gainey zu seiner Unterstützung Ken Hitchcock, um sich von nun an ausschließlich auf seine Rolle als General Manager zu konzentrieren. Hitchcock führte die Stars zweimal in die Finalserie und gewann mit dem Team 1999 den Stanley Cup. Nach einem schwachen Start in die Saison 2001/02 und Unstimmigkeiten zwischen Spielern und Management trennten sich die Stars von ihrem Trainer. Auch Bob Gainey musste zu diesem Zeitpunkt gehen. Der langjährige Assistenztrainer Rick Wilson trainierte das Team bis zum Ende der Saison und rückte nach Saisonende wieder ins zweite Glied zurück. Zur folgenden Saison 2002/03 wurde mit Dave Tippett ein neuer Trainer verpflichtet. Tippett war zuvor Assistenztrainer bei den Los Angeles Kings und blieb bis zum Sommer 2009 im Amt. Sein Nachfolger wurde im Juni 2009 Marc Crawford, der nach dem zweimaligen Verfehlen der Playoffs im April 2011 von seinem Amt entbunden wurde. Auf ihn folgte zwei Monate später Glen Gulutzan, der zuvor zehn Jahre lang diverse Teams aus den Minor Leagues trainiert hatte. Gulutzan wurde nach zwei Spielzeiten ohne Play-off-Teilnahme am Ende der Saison 2012/13 entlassen und durch Lindy Ruff ersetzt. Ruff führte die Stars in den folgenden vier Jahren zwei Mal in die Playoffs, ohne jedoch langfristigen Erfolg zu etablieren. Sein auslaufender Vertrag wurde nach der Saison 2016/17 nicht verlängert, bevor wenige Tage später Ken Hitchcock als Nachfolger vorgestellt wurde, der die Stars bereits von 1996 bis 2002 betreut hatte. Hitchcock war in der Folge jedoch nur eine weitere Saison für Dallas tätig, bevor er seine Trainerlaufbahn für beendet erklärte. Seine Nachfolge trat Jim Montgomery an, der jedoch bereits nach weniger als eineinhalb Spielzeiten interimsweise durch Rick Bowness ersetzt wurde. Dieser wurde im Oktober 2020 zum festen Cheftrainer erklärt. Nach der Saison 2021/22 erklärte Bowness seinen Rücktritt und wurde wenig später durch Peter DeBoer ersetzt. Der Kanadier leitete die Geschicke des Teams drei Jahre lang, ehe er nach der Spielzeit 2024/25 entlassen wurde. Seine Nachfolge trat Glen Gulutzan an, der seine zweite Amtszeit in Dallas antrat.

## General Manager
| Name           | Saison            |
| Bob Gainey     | 1993/94–2001/02*  |
| Doug Armstrong | 2001/02*–2007/08* |
| Brett Hull**   | 2007/08*–2008/09  |
| Les Jackson**  | 2007/08*–2008/09  |
| Joe Nieuwendyk | 2009/10–2012/13   |
| Jim Nill       | seit 2013/14      |

* Wechsel während der laufenden Saison

** Co-General-Manager

## Spieler

### Kader der Saison 2024/25
Stand: 4. Juli 2025
| Nr. | Nat.                      | Spieler            | Pos. | Geburtsdatum      | in Org. seit | Geburtsort                         |
| --- | ------------------------- | ------------------ | ---- | ----------------- | ------------ | ---------------------------------- |
| 1   | Vereinigte Staaten        | Casey DeSmith      | G    | 13. August 1991   | 2024         | Rochester, New Hampshire, USA      |
| 29  | Vereinigte Staaten        | Jake Oettinger     | G    | 18. Dezember 1998 | 2019         | Lakeville, Minnesota, USA          |
| 44  | Kanada                    | Cody Ceci          | D    | 21. Dezember 1993 | 2025         | Ottawa, Ontario, Kanada            |
| 3   | Kanada                    | Matt Dumba         | D    | 25. Juli 1994     | 2024         | Regina, Saskatchewan, Kanada       |
| 55  | Vereinigte Staaten Kanada | Thomas Harley      | D    | 19. August 2001   | 2019         | Syracuse, New York, USA            |
| 4   | Finnland                  | Miro Heiskanen – A | D    | 18. Juli 1999     | 2017         | Espoo, Finnland                    |
| 23  | Finnland                  | Esa Lindell – A    | D    | 23. Mai 1994      | 2014         | Vantaa, Finnland                   |
| 46  | Russland                  | Ilja Ljubuschkin   | D    | 6. April 1994     | 2024         | Moskau, Russland                   |
| 5   | Schweden                  | Nils Lundkvist     | D    | 27. Juli 2000     | 2022         | Piteå, Schweden                    |
| 2   | Kanada                    | Brendan Smith      | D    | 8. Februar 1989   | 2024         | Mimico, Ontario, Kanada            |
| 14  | Kanada                    | Jamie Benn – C     | LW   | 18. Juli 1989     | 2009         | Victoria, British Columbia, Kanada |
| 15  | Vereinigte Staaten        | Colin Blackwell    | C    | 28. März 1993     | 2024         | Lawrence, Massachusetts, USA       |
| 22  | Kanada                    | Mavrik Bourque     | C    | 8. Januar 2002    | 2021         | Plessisville, Québec, Kanada       |
| 63  | Russland                  | Jewgeni Dadonow    | RW   | 12. März 1989     | 2023         | Tscheljabinsk, Russische SFSR      |
| 95  | Kanada                    | Matt Duchene       | C    | 16. Januar 1991   | 2023         | Peterborough, Ontario, Kanada      |
| 64  | Finnland                  | Mikael Granlund    | C    | 26. Februar 1992  | 2025         | Oulu, Finnland                     |
| 24  | Finnland                  | Roope Hintz        | LW   | 17. November 1996 | 2017         | Tampere, Finnland                  |
| 53  | Kanada                    | Wyatt Johnston     | C    | 14. Mai 2003      | 2021         | Toronto, Ontario, Kanada           |
| 96  | Finnland                  | Mikko Rantanen     | RW   | 29. Oktober 1996  | 2025         | Nousiainen, Finnland               |
| 21  | Vereinigte Staaten        | Jason Robertson    | LW   | 22. Juli 1999     | 2018         | Arcadia, Kalifornien, USA          |
| 91  | Kanada                    | Tyler Seguin – A   | C    | 31. Januar 1992   | 2013         | Brampton, Ontario, Kanada          |
| 18  | Kanada                    | Sam Steel          | C    | 3. Februar 1998   | 2023         | Edmonton, Alberta, Kanada          |

### Mannschaftskapitäne
| Jahr      | Name           |
| 1993–1995 | Mark Tinordi   |
| 1995      | Neal Broten    |
| 1995–2003 | Derian Hatcher |
| 2003–2006 | Mike Modano    |
| 2006–2013 | Brenden Morrow |
| seit 2013 | Jamie Benn     |

### Mitglieder der Hockey Hall of Fame
- Ed Belfour
- Leo Boivin
- Guy Carbonneau
- Bob Gainey
- Harry Howell
- Brett Hull
- Eric Lindros
- Sergei Makarow
- John Mariucci
- Mike Modano
- Joe Nieuwendyk
- Al Shaver
- Sergei Subow
- Pierre Turgeon
- Gump Worsley

### Gesperrte Trikotnummern
| Nr. | Name             | Sperrungsdatum             |
| 7   | Neal Broten      | 7. Februar 1998            |
| 8   | Bill Goldsworthy | 15. Februar 1992           |
| 9   | Mike Modano      | 8. März 2014               |
| 19  | Bill Masterton   | 17. Januar 1987            |
| 26  | Jere Lehtinen    | 24. November 2017          |
| 56  | Sergei Subow     | 28. Januar 2022            |
| 99  | Wayne Gretzky    | 6. Februar 2000 (ligaweit) |

In ihrer Franchise-Geschichte haben die Dallas Stars bisher vier Trikotnummern offiziell gesperrt sowie zwei weitere vom Vorgänger-Franchise Minnesota North Stars übernommen. Zudem wird eine weitere offiziell nicht mehr vergeben.
Als erste Trikotnummer sperrten die Dallas Stars die Nummer 7 von Neal Broten, der jedoch auch schon zuvor für die Minnesota North Stars aufs Eis gegangen war. Die gesperrten Nummern von Bill Masterton und Bill Goldsworthy stammen komplett aus der Zeit der North Stars. Am 8. März 2014 wurde zudem die Rückennummer 9 von Mike Modano gesperrt, gefolgt von der 26 von Jere Lehtinen am 24. November 2017. Am 28. Januar 2022 wurde die Rückennummer 56 von Sergei Subow gesperrt.
Die Rückennummer 99 ist generell in der NHL zu Ehren von Wayne Gretzky gesperrt worden.

### Erstrunden-Wahlrechte im NHL Entry Draft
| Name             | Jahr | Draft-Position |
| Todd Harvey      | 1993 | 9.             |
| Jason Botterill  | 1994 | 20.            |
| Jarome Iginla    | 1995 | 11.            |
| Richard Jackman  | 1996 | 5.             |
| Brenden Morrow   | 1997 | 25.            |
| Steve Ott        | 2000 | 25.            |
| Jason Bacashihua | 2001 | 26.            |
| Martin Vágner    | 2002 | 26.            |
| Mark Fistric     | 2004 | 28.            |
| Matt Niskanen    | 2005 | 28.            |

| Name                 | Jahr | Draft-Position |
| Iwan Wischnewski     | 2006 | 27.            |
| Scott Glennie        | 2009 | 8.             |
| Jack Campbell        | 2010 | 11.            |
| Jamie Oleksiak       | 2011 | 14.            |
| Radek Faksa          | 2012 | 13.            |
| Waleri Nitschuschkin | 2013 | 10.            |
| Jason Dickinson      | 2013 | 29.            |
| Julius Honka         | 2014 | 14.            |
| Denis Gurjanow       | 2015 | 12.            |
| Riley Tufte          | 2016 | 25.            |

| Name           | Jahr | Draft-Position |
| Miro Heiskanen | 2017 | 3.             |
| Jake Oettinger | 2017 | 26.            |
| Ty Dellandrea  | 2018 | 13.            |
| Thomas Harley  | 2019 | 18.            |
| Mavrik Bourque | 2020 | 30.            |
| Wyatt Johnston | 2021 | 23.            |
| Lian Bichsel   | 2022 | 18.            |
| Emil Hemming   | 2024 | 28.            |

### Top-Punktesammler
Die zehn besten Punktesammler in der Geschichte der Dallas Stars bis zum Ende der regulären Saison 2024/25 und der Playoffs 2025.
Abkürzungen: Pos = Position, GP = Spiele, G = Tore, A = Vorlagen, Pts = Punkte, P/G = Punkte pro Spiel
| Name            | Pos | Saison          | GP   | G   | A   | Pts  | P/G  |
| Mike Modano     | C   | 1993/94–2009/10 | 1142 | 434 | 616 | 1050 | 0,92 |
| Jamie Benn      | LW  | seit 2009/10    | 1192 | 399 | 557 | 956  | 0,80 |
| Tyler Seguin    | C   | seit 2013/14    | 786  | 304 | 384 | 688  | 0,88 |
| Sergei Subow    | D   | 1996/97–2008/09 | 839  | 111 | 438 | 549  | 0,65 |
| Brenden Morrow  | LW  | 1999/00–2012/13 | 835  | 243 | 285 | 528  | 0,63 |
| Jere Lehtinen   | RW  | 1995/96–2009/10 | 875  | 243 | 271 | 514  | 0,59 |
| Mike Ribeiro    | C   | 2006/07–2011/12 | 461  | 123 | 284 | 407  | 0,88 |
| Jason Robertson | LW  | seit 2019/20    | 374  | 168 | 226 | 394  | 1,05 |
| Roope Hintz     | C   | seit 2018/19    | 468  | 175 | 202 | 377  | 0,81 |
| John Klingberg  | D   | 2014/15–2021/22 | 552  | 71  | 303 | 374  | 0,68 |

| Name            | Pos | GP  | G  | A  | Pts | P/G  |
| Mike Modano     | C   | 135 | 46 | 72 | 118 | 0,87 |
| Jamie Benn      | LW  | 120 | 28 | 52 | 80  | 0,67 |
| Sergei Subow    | D   | 114 | 15 | 57 | 72  | 0,63 |
| Roope Hintz     | C   | 95  | 27 | 42 | 69  | 0,73 |
| Miro Heiskanen  | D   | 85  | 16 | 45 | 61  | 0,72 |
| Tyler Seguin    | C   | 109 | 23 | 38 | 61  | 0,56 |
| Jere Lehtinen   | RW  | 108 | 27 | 22 | 49  | 0,45 |
| Brett Hull      | RW  | 55  | 21 | 25 | 46  | 0,84 |
| Jason Robertson | LW  | 56  | 18 | 26 | 44  | 0,79 |
| Joe Pavelski    | C   | 67  | 26 | 17 | 43  | 0,64 |

### Bekannte ehemalige Spieler
| - Jason Arnott - Ed Belfour - Guy Carbonneau - Dave Gagner - Bill Guerin - Derian Hatcher - Sergei Alexandrowitsch Subow | - Brett Hull - Mike Keane - Jamie Langenbrunner - Craig Ludwig - Mike Modano - Brenden Morrow - Brad Lukowich | - Kirk Muller - Joe Nieuwendyk - Mike Ribeiro - Darryl Sydor - Marty Turco - Pat Verbeek - Jere Lehtinen |